# 1999 en aéronautique
Chronologie de l'aéronautique
- 1995
- 1996
- 1997
- 1998
- 1999
- 2000
- 2001
- 2002
- 2003

Cet article présente les faits marquants de l'année 1999 en aéronautique.

## Événements
- 8 février : premier vol de l'avion de ligne russe Tupolev Tu-334.
- 20 mars : le Suisse Bertrand Piccard et le Britannique Brian Jones bouclent le premier tour du monde sans escale en ballon sur le Breitling Orbiter 3. Ils parcourent 42 810 km en 19 jours 1 heure et 49 minutes.
- 14 avril : le Tupolev Tu-144 effectue son dernier vol à la base de Joukovski.
- 27 avril : premier vol de l'avion d'affaires Cessna CitationJet 2
- 17 août : premier vol de l'hélicoptère russe Kazan Ansat.
- 4 septembre : premier vol de l'avion d'affaire 737BBJ, variante luxueuse des Boeing 737, premier de la série des Boeing Business Jet.